# 弘徽殿

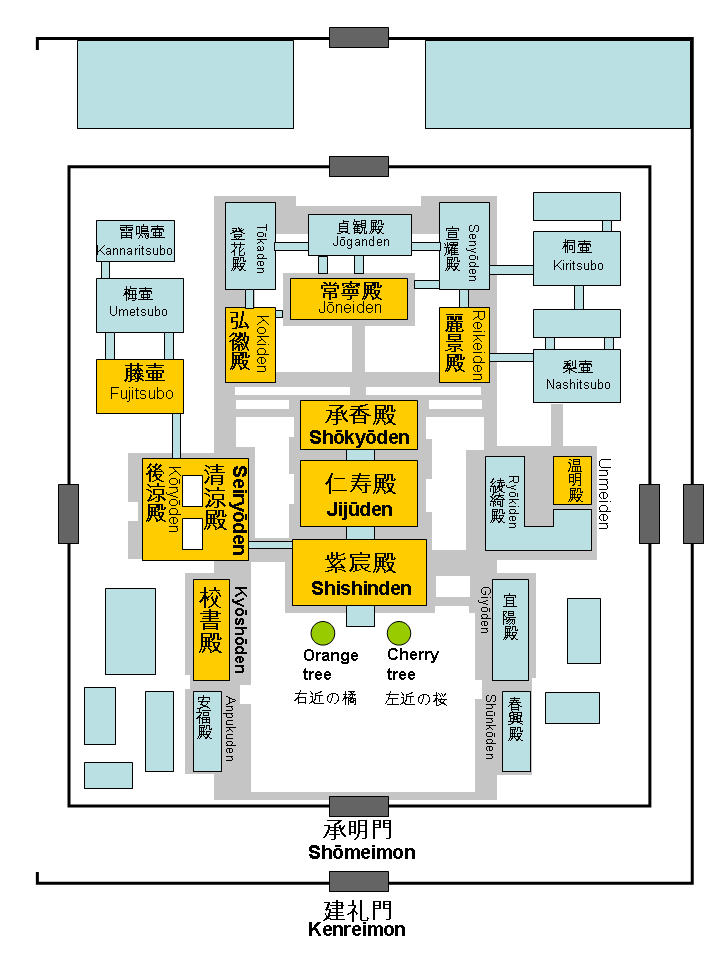
平安京内裏図

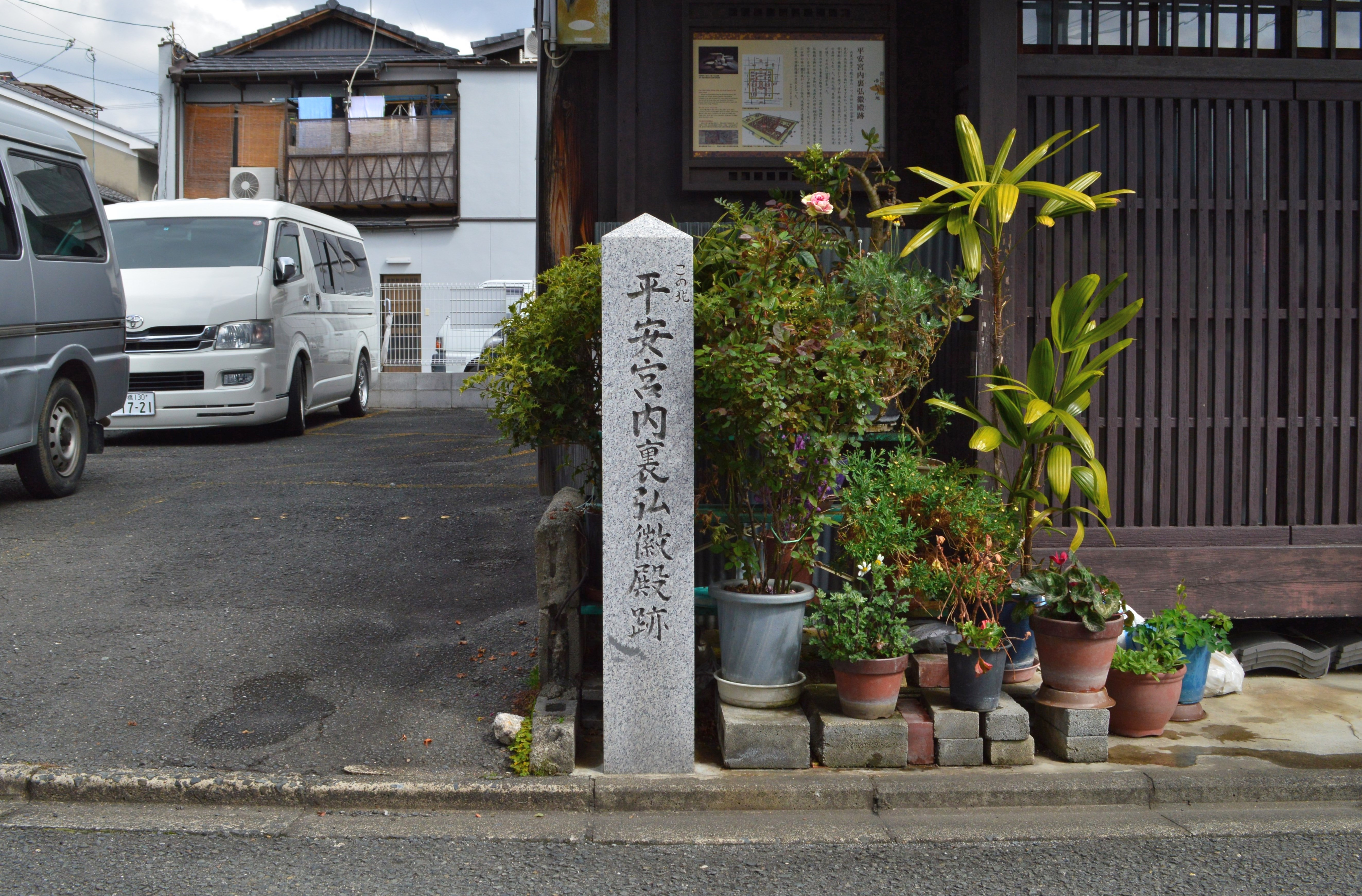
平安京内裏 弘徽殿跡碑京都市上京区東神明町。

弘徽殿（こきでん）とは、平安御所の後宮の七殿五舎のうちの一つ。転じて、弘徽殿を賜った后妃の称としても使われる。後者で女御の場合は「弘徽殿女御（こきでんのにょうご）」とも呼ぶ。

## 概要
清涼殿北側に位置する七間四面の建物で後宮で最も格の高い殿舎であった。皇后・中宮・女御などが居住した。
天徳4年（960年）の火災で焼失し、河内国司によって再建された。しかし正暦5年（994年）と長保元年（999年）にも焼失している。再建後、弘徽殿についての記録は13世紀前半まで残されており、内裏が廃絶されるまで存在したとされている。
登華殿と弘徽殿の間には切馬道（渡廊）があった。発掘調査の雨落溝の位置から平安中期から平安後期にかけて建物の位置が北に移動していることがわかっている。
西庇は細殿と呼ばれる女房らの居室空間で、『源氏物語』では光源氏と朧月夜がここで出逢ったことになっている。細殿は簀子がなく直に遣り戸から入れる構造になっており、清涼殿に出勤する男性官人の通路に面した弘徽殿や登華殿の細殿は男女の接点となる開放的な空間だった。
弘徽殿を賜っていたのが知られるのは、
- 宇多天皇女御・藤原温子（藤原基経女）[1]
- 醍醐天皇皇后・藤原穏子（藤原基経女）[1]
- 村上天皇女御・藤原述子（藤原実頼女）[1]
- 円融天皇中宮・藤原遵子（藤原頼忠女）
- 花山天皇女御・藤原忯子（藤原為光女）[1]
- 一条天皇女御・藤原義子（藤原公季女）[1]
- 三条天皇皇后・藤原娍子（藤原済時女）
- 後朱雀天皇皇后・禎子内親王（三条天皇皇女）[1]
- 後朱雀天皇中宮・藤原嫄子（藤原頼通養女）
- 後朱雀天皇女御・藤原生子（藤原教通女） - 「弘徽殿女御歌合」を開いた
- 後三条天皇皇后・馨子内親王（後一条天皇皇女）

物語では、『源氏物語』の桐壺帝の妃で朱雀帝の母后、「弘徽殿女御（大后）」が著名である。